# Бычок Миллера
Бычок Миллера, или большеголовый бычок Миллера (лат. Millerigobius macrocephalus), — рыба семейства бычковых.

## Описание
Максимальная длина тела 55 мм. Тело удлинённое, низкое, уплощенное, покрыто чешуей, но голова и пространство перед спинным плавником голые, без чешуи. Передние ноздри имеют вид коротких трубочек без выростов по заднему краю. Поперечных рядов чешуи на боках тела 28-32. Во втором спинном плавнике 10-11 разветвленную лучей. Брюшная присоска полная, передний воротничок без заметных боковых выростов. Поперечных рядов пор обычно 7. Общий фон окраски от красноватого до бледного серовато-коричневого, на боках бывает 9-11 тёмных бурых поперечных полос, которые лучше заметны у молодых особей. Самцы при стрессе или возбуждении имеют красновато-коричневую окраску с 5-6 двойными вертикальными размытыми тёмно-коричневыми полосами.

## Ареал
Был известен только из Эгейского и Адриатического морей. В 2007 году найден в западной части Средиземного моря у острова Ибица.
Впервые найден в Чёрном море у Крымских берегов (Севастопольская бухта) в апреле 2009 года. В Севастопольской бухте образовал самостоятельную локальную популяцию. Мог быть занесён в Чёрное море на подводной части корпусов судов, обросших двустворчатыми моллюсками и другими гидробионтами, либо с балластными водами.

## Биология
Биология фактически не изучена. Морская донная жила рыба прибрежных мелководных участков. Обитает на глубинах до 4-10 м. (по другим данным до 25 м). Встречается у скалистых берегов, в приливной зоне, лагунах, среди прибрежных камней. Сезон размножения с апреля по ноябрь. Питается мелкими беспозвоночными.